# 中村清
中村 清（なかむら きよし、1913年6月1日 - 1985年5月25日）は、日本の陸上競技選手、指導者。現役時代の専門は中距離走だったが、指導者としては長距離走・マラソンに著名な選手を輩出したことで知られる。

## 生涯
1913年6月1日、日本統治時代の朝鮮京城府（現・ソウル）の出身。中学生のとき、父が病に倒れて生活が苦しくなりそのつらさを走ることで忘れた。
1938年、早稲田大学卒業。在学中は1935年に箱根駅伝1区でトップ、1936年に1000メートルと1500メートルで当時の日本記録を樹立するなどの実績を残し、1936年ベルリンオリンピック代表に選ばれて1500メートルに出場。だがオリンピック本番では外国選手にまったく歯が立たず、一方、マラソンでは朝鮮半島出身の孫基禎が金メダルを獲得したことから、「日本人がランニングで世界に勝てるのはマラソンだけ」という信念を抱くに至ったといわれる。ソウル出身であることから孫とも親しかった。
25歳で軍隊に召集される。戦争中は陸軍士官（憲兵隊長）として従軍（このことから、のちに、取材に対して、「わしは何人も人を殺しているんだ」と相手を恫喝することさえあったという）。戦後の1946年11月、母校である早稲田大学競走部の監督に就任した。その収入の多くを選手育成につぎ込み、食糧難の時代にも選手達にはすき焼きやハムといった潤沢な食事を与えた。
後に映画監督になった篠田正浩を指導し、箱根駅伝では2区に起用したこともある。また、1964年東京オリンピックの最終聖火ランナーである坂井義則にランニングの指導を行ったのも中村である。
しかし、指導方法に対してOBなど（特に早大競走部OBの重鎮である河野一郎とは犬猿の仲だったと言われる）から批判が出たため、早大競走部監督を辞任した。早大を離れてからは実業団の東急の監督などを務めた。その後、箱根駅伝をはじめとする長距離種目で早大が弱体化したことから、懇願されて1976年に復帰。「世界に通用するマラソン選手を育てる」ことをめざし、瀬古利彦を育て上げた。
1980年、瀬古の就職に合わせ早大と兼務する形でヱスビー食品陸上部の監督に就任し、瀬古の成功に刺激されたランナーが中村の門を叩くこととなり、「中村学校」の異名を取った。その門下生には、インターハイチャンピオンで早大に進んだ金井豊、坂口泰、遠藤司のほか、外部からヱスビー食品入りした中村孝生、新宅雅也、佐々木七恵、ダグラス・ワキウリらがいる。
その指導方法は独特で、選手を長時間戸外に立たせたまま、陸上とは直接関係のない仏教やキリスト教などを引用した講話を人間教育の一環として行うことも珍しくなかった。また、ヱスビー食品所属の選手は中村の自宅に同居させて選手寮代わりとし、生活の細かな点まで管理を行った。
このように、精神主義的と言われる反面、マラソンに関するデータ収集には人一倍手間をかけ、ライバル選手の家系まで調べたとも言われる。それらのデータから選手に最高のコンディショニングを施し、勝てるレース運びを伝授するのが中村の手法であった。
口癖は、「マラソンは芸術です」、「若くして流さぬ汗は、年老いて涙となる」、「朝に新しく生まれ、夜は明日の復活を信じて床に就く、一日一日が命のやり取りだ。」、「一日一生（いちじついっしょう）」、「天才は有限、努力は無限（素質のある選手に対して）」、「真鍮は真鍮、磨いても金にはなりません（素質のない選手を指して）」。また、「年に一度選手に大輪の花を咲かせるのが私の使命」とも語っていた。
しかし、悲願であったオリンピックのマラソン金メダルにはついに手が届かなかった。チャンスだった1980年モスクワオリンピックは日本がボイコット、1984年ロサンゼルスオリンピックでは調整の失敗により瀬古が14位と惨敗した。中村はロスの暑さを警戒し、レース3日前まで瀬古の現地入りを遅らせる奇策を選んだが、猛暑の東京で無理な練習をしたことが裏目に出た。瀬古はのちに「やっぱり、中村清といえどオリンピックだけは舞い上がって、追い込みすぎたんですよね。僕自身もそうでしたけど」と振り返っている。中村は女子マラソンに出場した佐々木七恵の付き添いのため先に渡米し、レースを終えた佐々木を連れて帰国した直後に、瀬古と共にロスに戻るという強行軍をとった。高血圧と狭心症の持病のためニトログリセリンが手離せず、胃には至急手術が必要なポリープが見つかっていたが、愛弟子たちの世話に心血を注いだ。
4年後の1988年ソウルオリンピックに向けて瀬古の再起を図ろうとした矢先、1985年5月25日、趣味の渓流釣りに出かけた新潟県の魚野川で岩から足を滑らせて川に転落死した。71歳没。

## 主な弟子
- 山田俊（1949年箱根駅伝6区区間賞。1952年箱根駅伝5区で早大18年ぶりの優勝に貢献。1955年に1500mで中村の日本記録を3分54秒04で更新。2000m 日本記録 5分30秒。3200mリレー 日本記録）
- 篠田正浩（高校時代400mの選手だった篠田を長距離選手に転向させた。篠田は早大在学中に箱根駅伝の2区に出場する）
- 坂井義則（1964年東京オリンピックの最終聖火ランナー）
- 船井照夫（1964年東京オリンピック陸上10000m14位）
- 岩渕仁
- 瀬古利彦
- 中村孝生
- 新宅雅也
- 黒木亮（金山雅之）
- 金井豊
- 坂口泰
- 遠藤司
- ダグラス・ワキウリ
- 佐々木七恵
- 高橋雅哉
- 金哲彦（木下哲彦）
- 川越学
- 田原貴之

## 人物
1954年の箱根駅伝で早稲田が戦後初の総合優勝を飾った際、最終10区を走った昼田哲士が意識朦朧状態のまま走っていた。そこへ伴走車から中村が降り、早稲田の校歌『都の西北』を歌いながら昼田を励まし、一緒に走った。昼田は気力を振り絞ってゴールに飛び込み、早稲田の優勝を決めた。以後、中村は箱根駅伝の指揮を執る際に『都の西北』を歌うようになった。
- ただし、中村が伴走車上から『都の西北』を歌うのは大学卒業後に競技から離れる4年生に対してのみで、中村からのねぎらいと餞別の意味合いもあった。故に卒業後は実業団（ヱスビー食品）で競技を続けることになっていた瀬古利彦は、伴走車の中村から『都の西北』を歌ってもらっていない。

1976年に中村が早稲田大学競走部監督に復帰したときには、名門・早稲田復活への並々ならぬ意欲を物語る以下のような話が伝えられている。
- 再就任した際、中村は部員達に対し、「こんなに弱い早稲田にしてしまってOBの一人として申し訳ない。俺が謝る」といい、自分の顔を何発も殴ったという[3]。これで部員たちに熱意が本物であることを感じ取らせようとした。
- 選手全員に強制的にスポーツ刈りを命じたが、その意を部員たちに汲み取ってもらえず[3]、苛立ちから地団駄を踏んで、足を骨折してしまったことさえあった。
- 「諸君はこの土を食べれば世界一になれるというなら、食べるか。私は食べる」と、やおら足下の野草の付いた土をつかんで口に含んだこともあった[3]。

選手の勧誘は、インターハイチャンピオン、国体チャンピオン、高校記録保持者、スピードのある選手、ラストの利く選手を好んだ。本人と直接話をするなかで、意志の強さを問い、面倒をみると決めた選手は必ず親に会いにいった。そのような選手は、中村清、瀬古利彦、新宅雅也、中村孝生同席のもと、勧誘された。

## 著書
- 『見つける育てる生かす 指導力の条件』（二見書房、1984/1、ISBN 978-4576840222）
- 『心で走れ マラソン、わが人生』（東京新聞出版局、1985/6、ISBN 978-4808302252）

## 関連書籍
- 伊藤修『挑戦する中村学校』早稲田大学出版部、1984年4月
- 木村幸治『マラソンは芸術です　瀬古利彦を育てた男の真実』新潮社、1984年7月、ISBN 978-4-10353701-4
- 別所功『中村清と瀬古利彦の闘走!』日本文化出版、1984年7月、ISBN 978-4-93103345-0
- 木村幸治『伴走者　陸上に賭けて散った、中村清の苛烈な生涯』JICC出版局、1990年1月、ISBN 978-4-88063809-6
- 黒木亮『冬の喝采』講談社、2008年10月、ISBN 978-4-06215041-5